# August Ludwig von Schierstaedt
August Wilhelm Ludwig von Schierstädt (* 25. September 1746 in Magdeburg; † 8. November 1831 in Dahlen) war ein preußischer Generalmajor, Chef des Infanterieregiments Nr. 33 und Erbherr von Dahlen bei Ziesar.

## Leben

### Herkunft
Er war der Sohn des preußischen Kapitäns a. D. Ludolf Gustav von Schierstädt (* 1719) und dessen Ehefrau Johanna Sophie, geborene von Meyern (1713–1780).

### Militärkarriere
Schierstädt kam 1756 in das Kadettenkorps nach Berlin. 1760 wurde er in dem Regiment „Markgraf Karl“ aufgenommen und machte noch die letzten Feldzüge des Siebenjährigen Krieges mit. Er wurde Adjutant des Herzogs von Braunschweig und kam so an die Höfe von Braunschweig und Weimar, wo er die dortigen Prinzen kennenlernte. Die Erinnerung daran pflegte er bis in das hohe Alter.
Im Bayrischen Erbfolgekrieg wurde er am Fuß verwundet, danach kämpfte er 1794/95 in Polen. Mit dem Amtsantritt von Friedrich Wilhelm II. hatte er 1786 bereits den Orden Pour le Mérite erhalten. Am 23. September 1804 wurde Schierstädt Chef des Infanterieregiments Nr. 33. Krankheitsbedingt dimittierte er am 15. Dezember 1804 und ging auf seine Güter. Am 28. Dezember 1819 wurde ihm dann eine Pension von 1000 Talern bewilligt.

### Familie
Schierstädt war seit 1780 mit Friederike Wilhelmine Henriette Fink von Finckenstein (* 14. November 1752 † 23. Dezember 1830) verheiratet. Sie war die Tochter des Ministers Karl Wilhelm von Finckenstein. Das Paar hatte mehrere Kinder, darunter:
- August Wilhelm  (* 4. Oktober 1781; † 13. April 1827), preußischer Sekondeleutnant

⚭ 1806 Friederike Amalie Ernestine Finck von Finckenstein (* 24. Juli 1784; † 5. Januar 1814), Tochter von Friedrich Ludwig Karl Finck von Finckenstein
⚭ 1814 Albertine Ulrike Luise Finck von Finckenstein (* 22. Juli 1786; † 24. Juli 1862), die Schwester seiner ersten Frau
- Friedrich Karl Ludwig (* 21. Februar 1783 in Berlin)
- Friederike Luise Wilhelmine (* 15. Juli 1784 in Berlin)
- August Karl Heinrich (* 26. Januar 1787 in Berlin)